# Jean Verne de Bachelard
Pour les articles homonymes, voir Verne et Bachelard.
Jean Verne de Bachelard de son vrai nom Jean Simon Antoine Marie Verne de Bachelard, né le 30 mars 1792 à Roanne (Loire) et mort le 25 octobre 1868 dans la même ville, est un homme politique français.

## Biographie[1]
Il était conseiller à la cour de Lyon et conseiller général, lorsqu'il se présenta à la députation, le 21 juin 1834, dans le 1er collège du Rhône (Lyon), et échoua avec 100 voix contre 526 à l'élu, M. Sauzet, et 71 à M. de Cormenin.
De 1833 à 1842, il est vice-président du Conseil général du Rhône avec Romain Baboin de la Barollière.
Successivement élu député du 4e collège du même département (Lyon), le 10 février 1835, en remplacement de M. Dugas-Montbel, décédé, par 260 voix (305 votants, 608 inscrits); le 4 novembre 1837, par 169 voix (296 votants, 630 inscrits); le 2 mars 1839, par 152 voix (288 votants, 633 inscrits), il prit place parmi les ministériels, fut porté absent lors du vote sur la loi de disjonction, et vota l'adresse de 1839 en faveur du ministère Molé. Il donna ensuite sa démission, et fut remplacé, le 16 janvier 1841, par M. de Thorigny. Admis à la retraite, comme conseiller, le 10 janvier 1857.

## Mandats et fonctions

### Mandats parlementaires
- 10 février 1835 - 3 octobre 1837 : Député du Rhône
- 4 novembre 1837 - 2 février 1839 : Député du Rhône
- 2 mars 1839 - 4 décembre 1840 : Député du Rhône

### Mandat local
- 1833 - 1842 : Vice-président du Conseil général du Rhône

## Sources
- « Jean Verne de Bachelard », dans Adolphe Robert et Gaston Cougny, Dictionnaire des parlementaires français, Edgar Bourloton, 1889-1891 [détail de l’édition]